# Liste der Biografien/Kei
Liste der Biografien |
Portal Biografien |
Personensuche
# |
A |
B |
C |
D |
E |
F |
G |
H |
I |
J |
K |
L |
M |
N |
O |
P |
Q |
R |
S |
T |
U |
V |
W |
X |
Y |
Z |
?
 
Ka |
Kb |
Kc |
Kd |
Ke |
Kf |
Kg |
Kh |
Ki |
Kj |
Kl |
Km |
Kn |
Ko |
Kp |
Kr |
Ks |
Kt |
Ku |
Kv |
Kw |
Ky |
Kx |
Kz
 
Kea |
Keb |
Kec |
Ked |
Kee |
Kef |
Keg |
Keh |
Kei |
Kej |
Kek |
Kel |
Kem |
Ken |
Keo |
Kep |
Ker |
Kes |
Ket |
Keu |
Kev |
Kew |
Kex |
Key |
Kez
Die Liste der Biografien führt alle Personen auf, die in der deutschsprachigen Wikipedia einen Artikel haben. Dieses ist eine Teilliste mit 488 Einträgen von Personen, deren Namen mit den Buchstaben „Kei“ beginnt.

## Kei
- Kei, Axel (* 2007), US-amerikanischer Fußballspieler
- Kei, Perenna (* 1990), chinesische Unternehmerin und Milliardärin

### Keia
- Keian, Genju (1427–1508), japanischer Priester

### Keib
- Keibel, Franz (1861–1929), deutscher Zoologe, Anatom und Entwicklungsbiologe
- Keibel, Gotthilf Benjamin (1770–1835), preußischer Ingenieuroffizier und Generalmajor
- Keibel, Rudolf (1872–1946), deutscher Volkswirt, Handelskammersyndikus und Politiker (WiG, HVB)
- Keibler, Stacy (* 1979), US-amerikanische Schauspielerin und ehemalige WrestlerinStacy Keibler (* 1979)

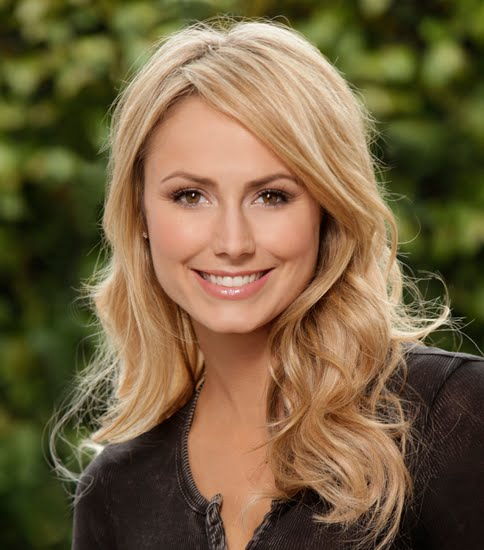
Stacy Keibler (* 1979)

- Keiblinger, Ignaz Franz (1797–1869), österreichischer Historiker
- Keiblinger, Josef (1910–1968), österreichischer Politiker (ÖVP), Landtagsabgeordneter
- Keiblinger, Julian (* 2001), österreichischer Fußballspieler

### Keic
- Keichline, Anna (1889–1943), amerikanische Architektin
- Keichū (1640–1701), japanischer Philologe und buddhistischer Mönch

### Keid
- Keidel, Barbara (1939–2021), deutsche Malerin
- Keidel, Eugen (1909–1991), deutscher Jurist und Kommunalpolitiker (SPD), Oberbürgermeister von Freiburg im Breisgau (1962–1982)
- Keidel, Felix (* 2003), deutscher Fußballspieler
- Keidel, Franz Christoph (1766–1834), Bürgermeister der Gemeinde Zuzenhausen und badischer Landtagsabgeordneter
- Keidel, Fridolin (1882–1960), Flugpionier und Fluglehrer
- Keidel, Georg (1875–1957), deutscher Landwirt und Landwirtschaftsfunktionär
- Keidel, George Charles (1868–1942), US-amerikanischer Romanist und Mediävist
- Keidel, Hannemor (* 1943), deutsche Politikwissenschaftlerin
- Keidel, Hans (1877–1954), deutsch-argentinischer Geologe
- Keidel, Joseph (* 1865), deutscher Verwaltungsjurist und Bezirksoberamtmann
- Keidel, Ludwig Philipp (1857–1932), bayerischer Politiker (SPD), Abgeordneter im Bayerischen Landtag
- Keidel, Ralf (* 1977), deutscher FußballspielerRalf Keidel (* 1977)

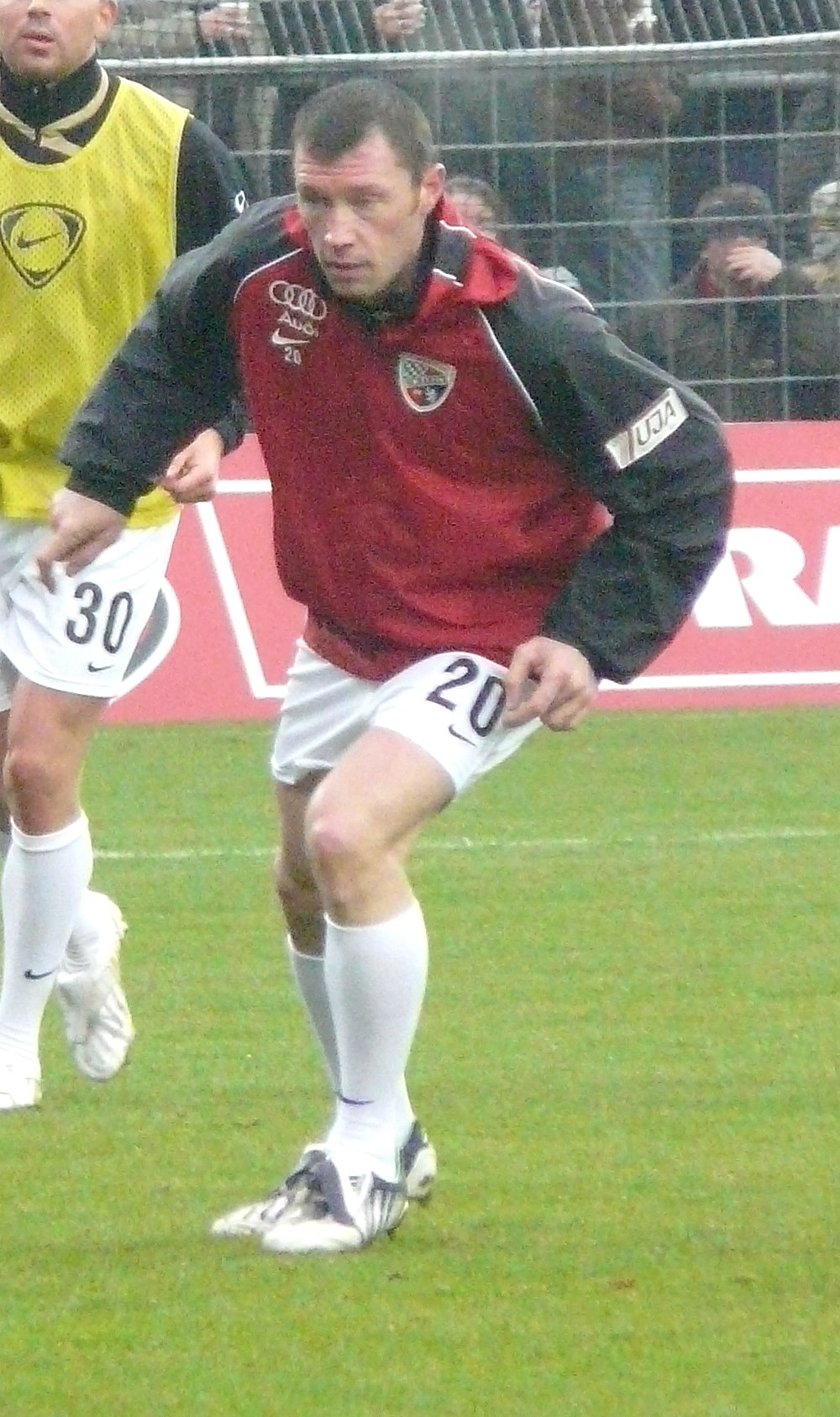
Ralf Keidel (* 1977)

- Keidel, Theodor (1902–1988), deutscher Jurist und Fachautor
- Keidel, Walter (1911–1997), deutscher Landwirtschaftsfunktionär
- Keidel, Wilhelm Victor (1825–1870), deutsch-US-amerikanischer Arzt und Friedensrichter in Texas
- Keidel, Wolf-Dieter (1917–2011), deutscher Mediziner und Sinnesphysiologe
- Keiderling, Gerhard (1937–2017), deutscher Historiker
- Keiderling, Thomas (* 1967), deutscher Historiker und Medienwissenschaftler
- Keidtel, Matthias (* 1967), deutscher Schriftsteller

### Keie
- Keienburg, Eberhard (1936–2021), deutscher Bühnen- und Kostümbildner
- Keienburg, Ernst (1893–1970), deutscher Schriftsteller und Drehbuchautor

### Keif
- Keifenheim, Barbara (* 1946), deutsche Ethnologin, Dokumentarfilmerin und Hochschullehrerin
- Keifer, J. Warren (1836–1932), US-amerikanischer Generalmajor der US Army, Politiker (Republikanische Partei) sowie Sprecher des Repräsentantenhauses
- Keifer, Tom (* 1961), US-amerikanischer Sänger, Gitarrist und SongwriterTom Keifer (* 1961)

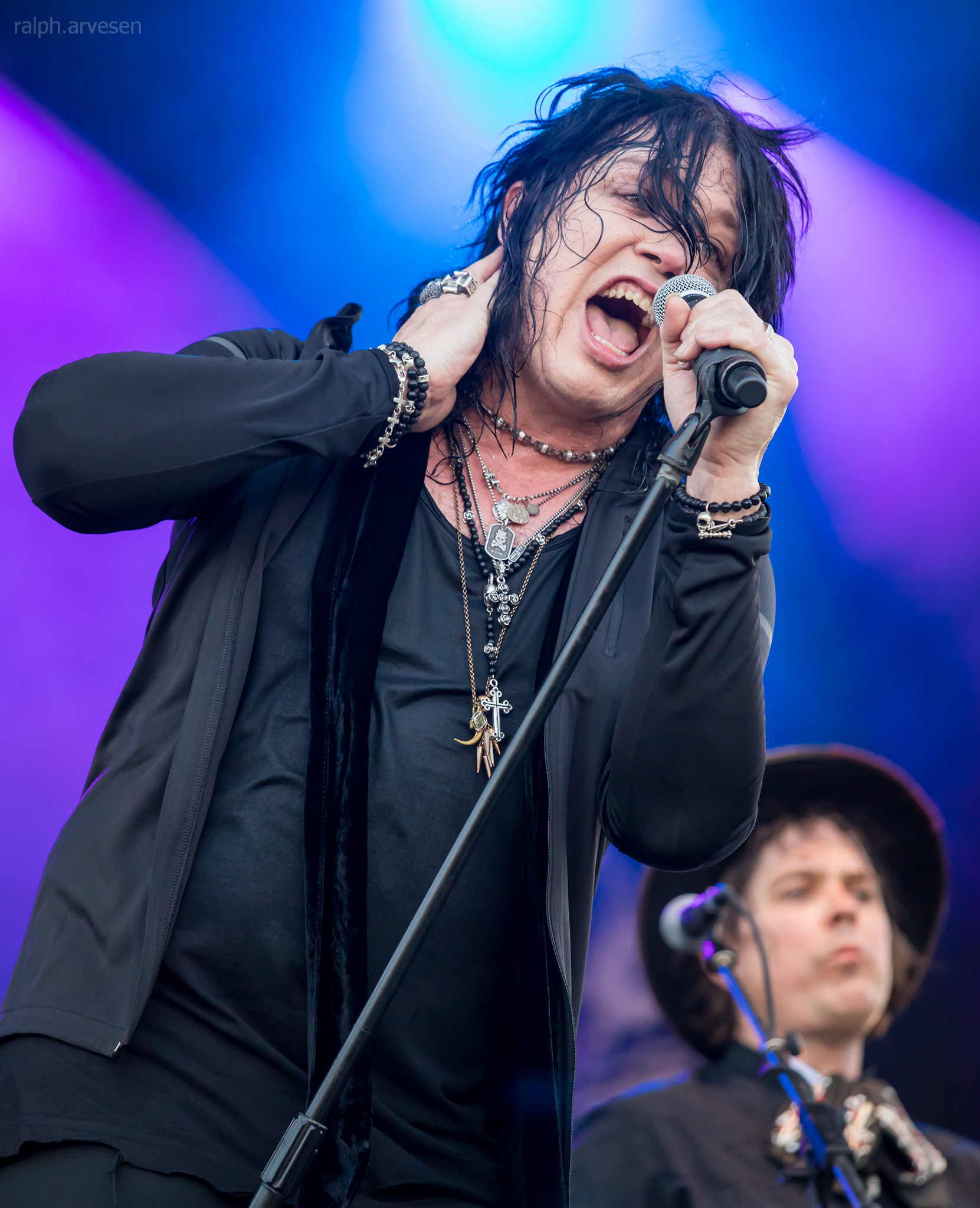
Tom Keifer (* 1961)

- Keiffenheim, Hugo (1818–1889), deutscher Politiker und Abgeordneter
- Keiffenheim, Joseph Franz (* 1793), deutscher Bürgermeister, Landrat im Kreis Cochem
- Keiffenheim, Walter (1860–1937), deutscher Jurist und Präsident des Landgerichts Wiesbaden
- Keifferer, Christian (1575–1635), deutscher Organist und Komponist
- Keifflin, Johann Georg (1672–1728), elsässischer evangelischer Theologe und Komponist
- Keifler, Günther (* 1948), deutscher Fußballspieler

### Keig
- Keiger, John (* 1952), britischer Historiker und Hochschullehrer
- Keighley, Alexander (1861–1947), britischer Amateurfotograf
- Keighley, Anna-Marie (* 1982), neuseeländische Fußballschiedsrichterin
- Keighley, Geoff (* 1978), kanadischer Videospiel-Journalist und FernsehmoderatorGeoff Keighley (* 1978)

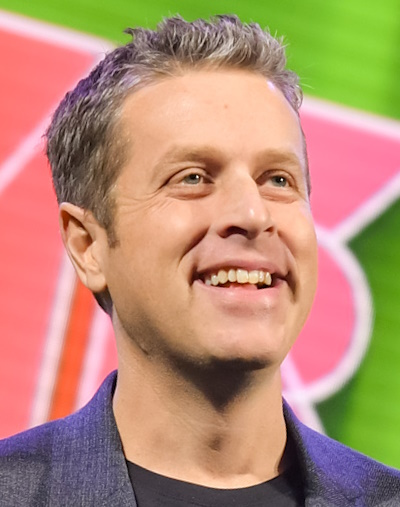
Geoff Keighley (* 1978)

- Keighley, William (1889–1984), US-amerikanischer Regisseur
- Keightley, Bertram (1860–1944), englischer Rechtsanwalt und Theosoph
- Keightley, Charles (1901–1974), britischer General, Gouverneur von Gibraltar
- Keightley, Edwin W. (1843–1926), US-amerikanischer Politiker
- Keignaert, Jules (1907–1994), französischer Wasserballspieler
- Keigoshi, Yūji (* 1963), japanischer Fußballspieler
- Keigwin, Larry (* 1972), US-amerikanischer Tänzer, Choreograph und Tanzpädagoge

### Keij
- Keijser, Janet Tracy, kanadische Schauspielerin
- Keijser, Marieke (* 1997), niederländische Ruderin
- Keijser, Roland (1944–2019), schwedischer Jazzmusiker
- Keijzer, Bas (* 1973), niederländischer Schauspieler und Synchronsprecher
- Keijzer, Fabian De (* 2000), niederländischer Fußballtorwart
- Keijzer, Mona (* 1968), niederländische Politikerin (BBB)

### Keik
- Keikin, Schäkir (* 1970), kasachischer Politiker
- Keikō (60–130), Tennō von Japan (71–130)

### Keil
- Keil, Albert (1911–1980), deutscher Zahnarzt
- Keil, Alexandra (* 1978), deutsche Basketballnationalspielerin
- Keil, Alfred (1904–1967), deutscher Politiker (SPD), MdA
- Keil, Alfredo (1850–1907), portugiesischer Komponist, Maler und Sammler portugiesischer Kunst
- Keil, André (* 1967), deutscher Sportjournalist, Sportkommentator, Buchautor und Moderator von Großveranstaltungen
- Keil, Anika, deutsche Journalistin und Fernsehmoderatorin
- Keil, Annelie (* 1939), deutsche Soziologin und Gesundheitswissenschaftlerin
- Keil, Anton (* 1768), fränkischstämmiger Jurist, Verleger, Übersetzer, Kriminalist, kaiserlicher Staatsprokurator in französischen Diensten und Hochschullehrer
- Keil, Anton (1854–1926), Dompropst und Abgeordneter zum Österreichischen Abgeordnetenhaus
- Keil, Arno (1900–1974), deutscher Schauspieler und Regisseur
- Keil, August (1812–1872), deutscher Rittergutbesitzer und Politiker, MdL
- Keil, Bernhard (1624–1687), dänischer Maler, vorwiegend im Rom tätig
- Keil, Bernhard (* 1992), deutscher Eishockeyspieler
- Keil, Birgit (* 1944), deutsche TänzerinBirgit Keil (* 1944)

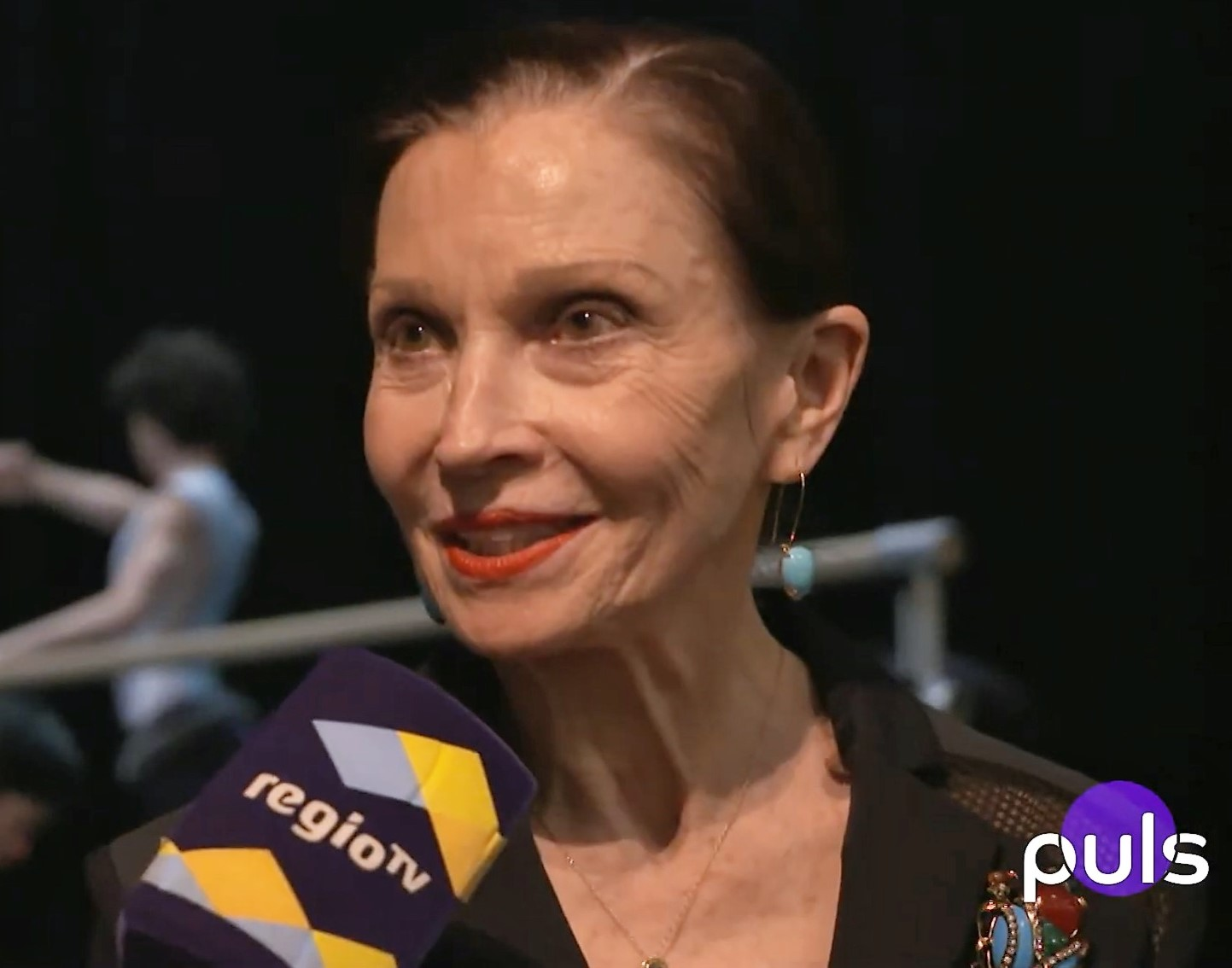
Birgit Keil (* 1944)

- Keil, Bruno (1859–1916), deutscher Klassischer Philologe
- Keil, Carl Friedrich (1807–1888), deutscher evangelischer Theologe
- Keil, Christoph (1805–1872), Landtagsabgeordneter Großherzogtum Hessen
- Keil, Daniel (* 1977), deutscher American-Football-Trainer und -Spieler
- Keil, David J. (* 1946), US-amerikanischer Botaniker
- Keil, Ernst (1816–1878), deutscher Buchhändler und Begründer der Familienzeitschrift „Die Gartenlaube“
- Keil, Ernst-Edmund (* 1928), deutscher Schriftsteller
- Keil, Erwin (* 1980), österreichischer Fußballspieler
- Keil, Franz (1822–1876), österreichischer Geoplastiker, Kartograf und Alpinist
- Keil, Franz (1830–1909), österreichischer Politiker
- Keil, Franz (1929–2018), deutscher Diplomat
- Keil, Friedrich (1813–1875), deutscher Maler
- Keil, Friedrich (* 1957), österreichischer Komponist
- Keil, Geert (* 1963), deutscher Philosoph
- Keil, Georg (1905–1990), deutscher Volkswirt und Raumplaner
- Keil, Gerhard (1912–1992), deutscher Maler und Grafiker
- Keil, Gerhard (1922–1997), deutscher Verleger, Nationalpreisträger der DDR
- Keil, Gerhard (1945–2018), deutscher Politiker (CDU), MdL
- Keil, Gundolf (* 1934), deutscher Medizinhistoriker
- Keil, Gustav Gottfried (1836–1894), deutscher Politiker
- Keil, Hartmut (* 1942), deutscher Amerikanist
- Keil, Hartmut (* 1978), deutscher Dirigent
- Keil, Heidi (1951–2024), deutsche Volleyballspielerin und -trainerin
- Keil, Heinrich (1822–1894), deutscher Altphilologe
- Keil, Heinz (* 1932), deutscher Radrennfahrer
- Keil, Herman (1889–1964), deutscher Architekt, Grafiker, Holzschneider, Maler und Hochschullehrer
- Keil, Horst (1937–2006), deutscher evangelischer Pfarrer, Journalist und Autor
- Keil, Inge (1929–2010), deutsche Mathematikerin und Astronomiehistorikerin
- Keil, Johann (1879–1960), deutscher Landrat
- Keil, Johann Georg (1781–1857), deutscher Dichter und Romanist
- Keil, Johannes (1809–1874), Landtagsabgeordneter Großherzogtum Hessen
- Keil, Josef (1878–1963), österreichischer Historiker, Epigraphiker und Archäologe
- Keil, Joseph Anton (1780–1819), fränkischer Diakon, Mönch, Jurist und Dichter
- Keil, Judith (* 1973), deutsche Regisseurin und Drehbuchautorin
- Keil, Karl (1838–1889), deutscher Bildhauer
- Keil, Karl (1861–1920), deutscher Politiker, Oberbürgermeister von Zwickau, MdL
- Keil, Karl August Gottlieb (1754–1818), deutscher evangelischer Theologe
- Keil, Karl-August (1925–2021), deutscher Mathematiker
- Keil, Karl-Heinz (* 1926), deutscher Fußballspieler
- Keil, Katharina (* 1993), österreichische Skispringerin
- Keil, Klaus (1934–2022), deutsch-US-amerikanischer Mineraloge
- Keil, Lars-Broder (* 1963), deutscher Journalist und Buchautor
- Keil, Leonhard (1858–1929), Domherr in Trier
- Keil, Ludwig (1896–1952), deutscher Politiker (SPD, KPD), MdL
- Keil, Lydia (1907–1985), deutsche Politikerin (SPD)
- Keil, Magnus von (* 1980), deutscher Moderator, Journalist, Autor und DJ
- Keil, Maria (1914–2012), portugiesische Malerin
- Keil, Mark (* 1967), US-amerikanischer Tennisspieler
- Keil, Martha (* 1958), österreichische Historikerin und Judaistin
- Keil, Melanie (* 1994), deutsche Volleyballspielerin
- Keil, Myriam (* 1978), deutsche Schriftstellerin
- Keil, Norbert (* 1972), deutscher Filmregisseur, Drehbuchautor und Filmproduzent
- Keil, Norman (* 1980), deutscher Sänger, Songschreiber und Produzent
- Keil, Otto (1905–1984), deutscher bildender Künstler und Kunstpädagoge
- Keil, Ottokar (1863–1944), deutscher Landwirt und Politiker (BdL, DSP, DNVP, ThLB, NSDAP)
- Keil, Peter Robert (* 1942), deutscher Maler und BildhauerPeter Robert Keil (* 1942)

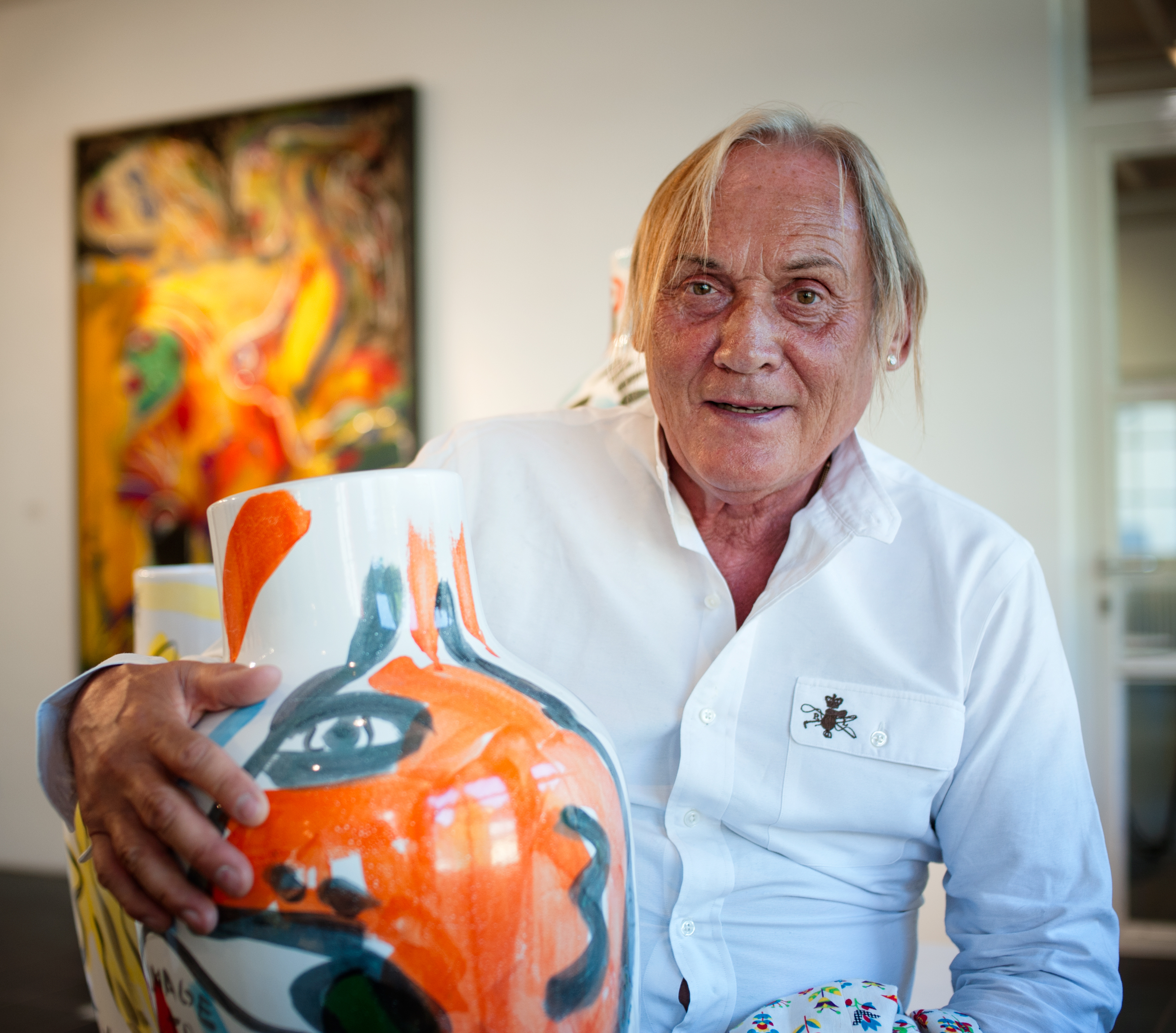
Peter Robert Keil (* 1942)

- Keil, Philip (* 1981), deutscher Keynote Speaker, Autor, Luftfahrtexperte und Verkehrspilot
- Keil, Philipp (1790–1874), Kommandant der Darmstädter Bürgergarde
- Keil, Reinhard, deutscher Versicherungsfachwirt und Fachautor
- Keil, Reinhard (* 1953), deutscher Informatiker und Hochschullehrer
- Keil, Robert (1826–1894), deutscher Jurist und Schriftsteller
- Keil, Robert (1905–1989), österreichischer Maler, Bildhauer und Graphiker
- Keil, Roger (* 1957), deutsch-kanadischer Politologe und Stadtforscher
- Keil, Rolf (* 1955), deutscher Politiker (CDU) und seit 2015 Landrat des Vogtlandkreises
- Keil, Rolf-Dietrich (1923–2018), deutscher Slawist, Übersetzer und Autor
- Keil, Rudi (1928–2018), deutscher Radsportler
- Keil, Siegfried (1934–2018), deutscher evangelischer Theologe, Sozialethiker und Autor
- Keil, Stefan (1958–2021), deutscher Jurist und Diplomat
- Keil, Susanne (* 1978), deutsche Leichtathletin
- Keil, Thomas (* 1956), deutscher Entomologe
- Keil, Thomas (* 1970), deutscher Wirtschaftswissenschaftler und Hochschullehrer
- Keil, Ulrich (* 1943), deutscher Epidemiologe
- Keil, Ute (* 1946), deutsche Kinderbuchautorin
- Keil, Walter (1905–1982), deutscher Bauingenieur und Verwaltungsbeamter
- Keil, Werner (* 1952), deutscher Musikwissenschaftler
- Keil, Wilhelm (1870–1968), deutscher Politiker (SPD), MdL, MdR
- Keil, William (1812–1877), deutsch-amerikanischer Prediger
- Keil, Willie (1836–1855), Amerikaner, der postum von einer Gruppe Siedler bei ihrem Zug nach Westen mitgeführt wurde
- Keil, Wolfram (* 1971), deutscher Politiker (parteilos, AfD), MdL
- Keil-Eichenthurn, Othmar (1888–1932), österreichischer Metallurge
- Keil-Folville, Ines (1885–1980), deutsche Autorennfahrerin
- Keil-Sagawe, Regina (* 1957), deutsche Literaturübersetzerin, Kulturjournalistin, Dozentin und Moderatorin
- Keilar, Brianna (* 1980), US-amerikanische Fernsehmoderatorin und Journalistin
- Keilbach, Leonie (* 1994), deutsche Fußballspielerin
- Keilbach, Rolf (1908–2001), deutscher Zoologe und Entomologe
- Keilbach, Wilhelm (1908–1982), deutscher römisch-katholischer Theologe und Religionspsychologe
- Keilberth, Friedrich (1844–1919), deutscher Komponist und Kapellmeister
- Keilberth, Joseph (1908–1968), deutscher Konzert- und OperndirigentJoseph Keilberth (1908–1968)

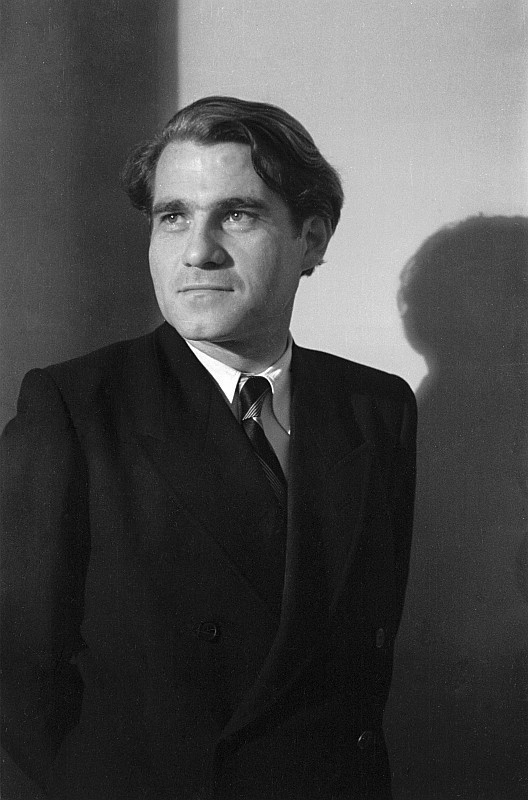
Joseph Keilberth (1908–1968)

- Keiler, Joachim (* 1959), deutscher Politiker (AfD) MdL
- Keiler, Margreth, österreichische Geowissenschaftlerin
- Keiler, Wilhelm (1875–1930), deutscher Verwaltungsjurist und Bezirksoberamtmann
- Keiley, Benjamin Joseph (1847–1925), US-amerikanischer Geistlicher und römisch-katholischer Bischof von Savannah
- Keiley, Joseph (1869–1914), US-amerikanischer Fotograf, Autor und Kunstkritiker
- Keilhack, Adolf (1907–1974), deutscher Politiker (SPD), MdHB
- Keilhack, Dorian (* 1967), deutsch-britischer Pianist und Dirigent
- Keilhack, Irma (1908–2001), deutsche Politikerin (SPD), MdHB, MdB
- Keilhack, Konrad (1858–1944), deutscher Geologe und Hochschullehrer
- Keilhacker, Martin (1894–1989), deutscher Psychologe und Medienpädagoge
- Keilhacker, Martin (1934–2016), deutscher Plasmaphysiker
- Keilhacker, Theresa (* 1964), deutsche Architektin
- Keilhau, Baltazar Mathias (1797–1858), norwegischer Geograph, Geologe und Bergsteiger
- Keilhau, Louise (1860–1927), norwegische Frauenrechtlerin und Pazifistin
- Keilhauer, Annette (* 1964), deutsche Romanistin und Professorin
- Keilhaus, Wilhelm (1898–1977), deutscher Polizeibeamter und SS-Führer
- Keilholz, Erwin Georg (1930–2001), deutscher Politiker (CSU)
- Keilholz, Heinrich (1908–1981), deutscher Akustiker und Bühnentechniker
- Keilholz, Otto (1891–1966), deutscher Politiker (SPD), MdA
- Keilholz, Richard (1873–1937), schlesischer Heimatforscher
- Keilholz-Busch, Jessica (* 1984), deutsche Kunsthistorikerin
- Keilich, Matthias (* 1965), deutscher Fernsehregisseur und Drehbuchautor
- Keilich, Reinfried (1938–2016), deutscher Schauspieler, Dramaturg und Autor
- Keilig, Wolfgang (1915–1984), deutscher Offizier und Militärschriftsteller
- Keilin, David (1887–1963), britischer Biologe
- Keiling, Heinrich (1856–1940), deutscher Bildhauer
- Keiling, Horst (* 1934), deutscher Prähistoriker
- Keiling, Lars (* 1975), deutscher Koch
- Keiling, Siegfried (1911–1995), deutsche Militärperson
- Keilis-Borok, Wladimir Isaakowitsch (1921–2013), russischer Geophysiker und Erdbebenforscher
- Keill, John (1671–1721), britischer Mathematiker und Physiker
- Keill, Roman (1888–1960), deutscher Kaufmann
- Keiller, Alexander (1889–1955), britischer Amateur-Archäologe, Mäzen, Nordischer Skisportler und Sportfunktionär
- Keillor, Elaine (* 1939), kanadische Pianistin und Musikwissenschaftlerin
- Keillor, Garrison (* 1942), amerikanischer Schriftsteller und RadiomoderatorGarrison Keillor (* 1942)

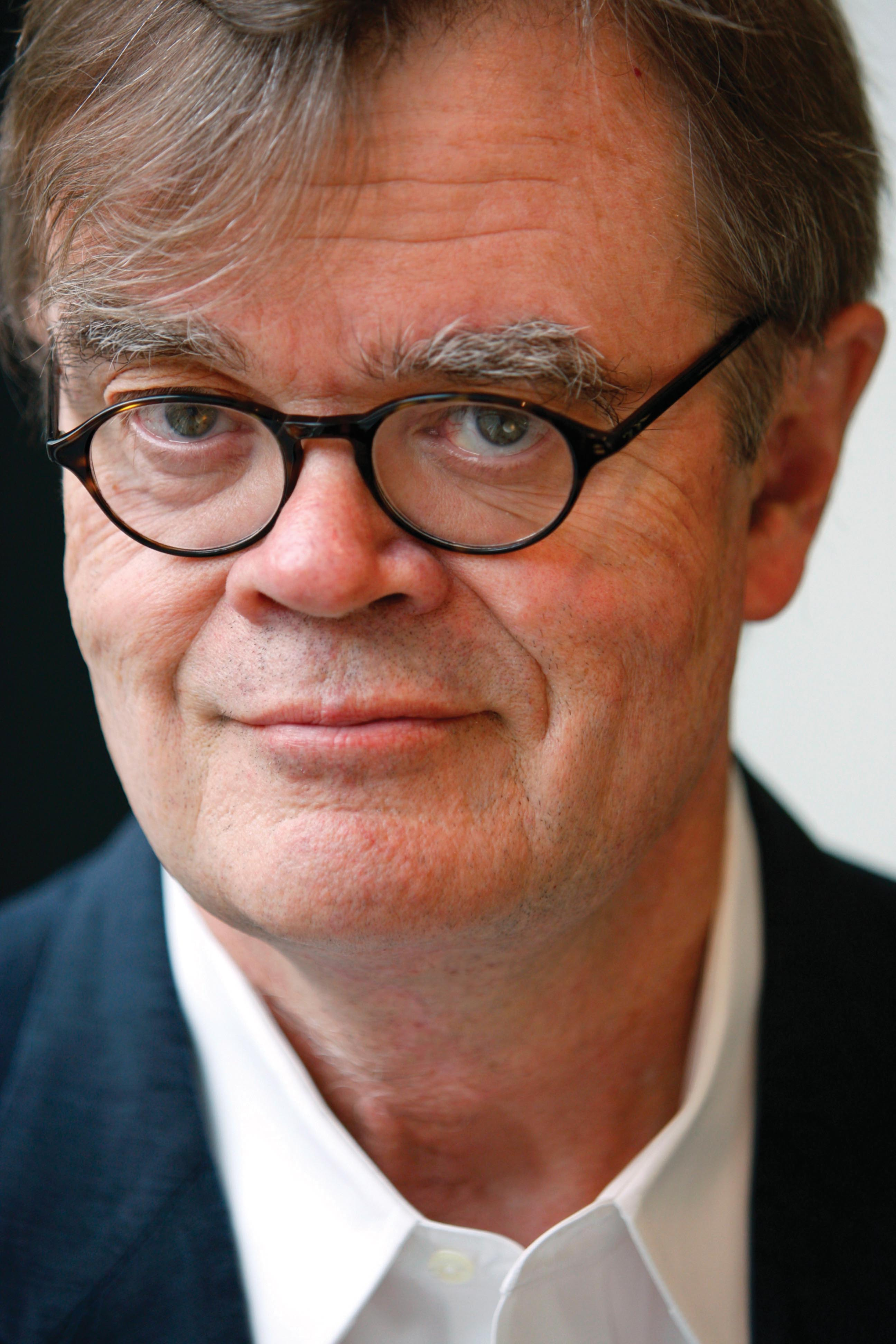
Garrison Keillor (* 1942)

- Keilmann, Ferdinand (1907–1979), deutscher Architekt
- Keilmann, Karl (1900–1975), deutscher Politiker (FDP), MdL
- Keilmann, Wilhelm (1908–1989), deutscher Pianist, Kapellmeister und Komponist
- Keils, Britta, deutsche Filmregisseurin
- Keilson, Grete (1905–1999), deutsche KPD- und SED-Funktionärin
- Keilson, Hans (1909–2011), deutsch-niederländischer Arzt und Psychoanalytiker und deutschsprachiger Schriftsteller
- Keilson, Max (1900–1953), deutscher Grafiker und Journalist
- Keilson-Lauritz, Marita (* 1935), deutsche Literaturwissenschaftlerin
- Keilwitz, Daniel (* 1989), deutscher Rennfahrer

### Keim
- Keim, Adolf Wilhelm (1851–1913), deutscher Handwerker, Forscher und Erfinder
- Keim, Albert N. (1935–2008), US-amerikanischer Historiker
- Keim, Andreas (* 1962), deutscher Fußballspieler
- Keim, Anton Maria (1928–2016), deutscher Historiker, Autor und ehemaliger Bürgermeister von Mainz
- Keim, August (1845–1926), preußischer Generalleutnant
- Keim, Claire (* 1975), französische Filmschauspielerin und SängerinClaire Keim (* 1975)

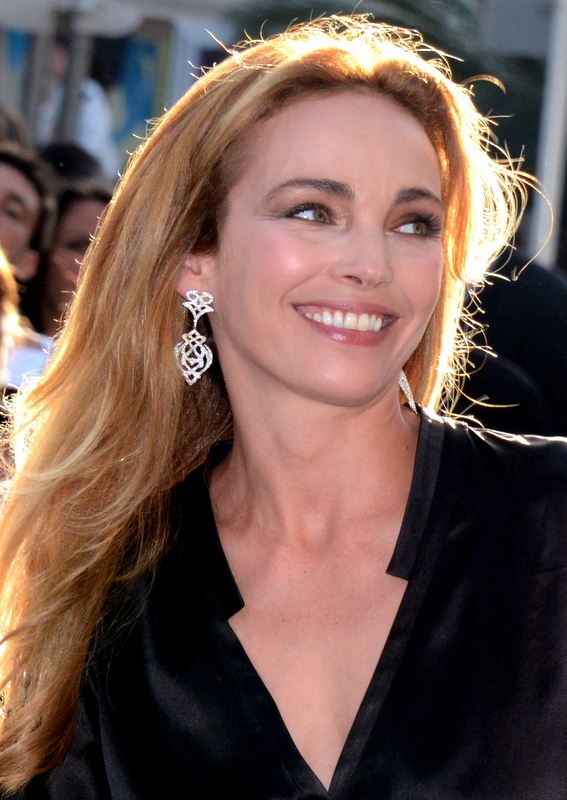
Claire Keim (* 1975)

- Keim, Daniel (* 1965), deutscher Informatiker und Hochschullehrer
- Keim, Dominik (* 2001), deutscher Handballspieler
- Keim, Eric (* 1981), US-amerikanischer Straßenradrennfahrer
- Keim, Franz (1840–1918), österreichischer Schriftsteller
- Keim, Friedel (* 1939), deutscher Musiker und Fachbuchautor
- Keim, Friedrich (1884–1972), deutscher Schriftsteller
- Keim, Friedrich Karl (1852–1923), deutscher Lehrer und Ministerialbeamter
- Keim, Friedrich Wilhelm (1800–1888), kurhessischer Generalleutnant
- Keim, George May (1805–1861), US-amerikanischer Politiker
- Keim, Gottlieb (1783–1868), Anwalt und Stadtrat in Bayreuth, Mitglied der Frankfurter Nationalversammlung
- Keim, Josef (1883–1973), deutscher Gymnasiallehrer und Heimatforscher in Bayern
- Keim, Karl (1794–1868), evangelischer Theologe und Landtagsabgeordneter Großherzogtum Hessen
- Keim, Karl (1899–1988), deutscher Widerstandskämpfer
- Keim, Karl Julius (1823–1906), deutscher Dichterarzt
- Keim, Karl Theodor (1815–1878), deutscher evangelischer Theologe (Neutestamentler) und Kirchenhistoriker
- Keim, Karl-Dieter (* 1939), deutscher Raumsoziologe und Hochschullehrer
- Keim, Philipp (1804–1884), nassauischer Dichter und volkstümlicher Zeitungssänger
- Keim, Ralph (* 1964), deutscher Autor
- Keim, Wilhelm (1934–2018), deutscher Chemiker
- Keim, Willi (1927–2015), deutscher Fußballspieler
- Keim, William High (1813–1862), US-amerikanischer Offizier und Politiker
- Keim, Wolfgang (* 1940), deutscher Erziehungswissenschaftler
- Keimann, Christian (1607–1662), deutscher Pädagoge und Dichter
- Keimel, Hermann (1889–1948), deutscher Maler, Graphiker und Gebrauchsgraphiker
- Keimel, Otto (1928–2014), österreichischer Manager und Politiker (ÖVP), Abgeordneter zum Nationalrat
- Keimel, Reinhard (1944–2021), österreichischer Luftfahrthistoriker
- Keimer, Bernhard (* 1964), deutscher Physiker
- Keimer, Elisabeth (1898–1935), deutsche Malerin und Glaskünstlerin der Neuen Sachlichkeit
- Keimer, Ludwig (1892–1957), deutscher Ägyptologe
- Keimeyer, Johanna (* 1982), deutsche Medienkünstlerin und Designerin in Berlin
- Keimig, Heinrich (1913–1966), deutscher Handballspieler

### Kein
- Kein, Ernst (1928–1985), österreichischer Mundartdichter
- Keinan, Dekel (* 1984), israelischer Fußballspieler
- Keinänen, Ilmari (1887–1934), finnischer Turner
- Keinänen, Janne (* 1983), finnischer Snowboarder
- Keinath, Karl (1935–2023), deutscher Wirtschaftswissenschaftler und Hochschullehrer
- Keinath, Maria (1887–1969), deutsche Politikerin (DDP), MdL
- Keinath, Nico (* 1987), deutscher Straßenradrennfahrer
- Keinath, Otto (1879–1948), deutscher Politiker (NLP, DDP, DVP, NSDAP), MdR
- Keinath, Philipp (* 1990), deutscher Handballspieler
- Keinath, Thomas (* 1977), deutsch-slowakischer Tischtennisspieler
- Keindl, Josef (1903–2007), österreichischer Gymnasiallehrer und Geograph
- Keindorf, Thomas (* 1958), deutscher Schornsteinfeger, Politiker (CDU), MdL
- Keindorff, Eberhard (1902–1974), deutscher Theaterschauspieler und Drehbuchautor
- Keiner, Gisela (1936–2021), deutsche Schauspielerin
- Keiner, Marco (* 1963), deutscher Autor und Umwelt-Direktor bei den Vereinten Nationen
- Keiner, Michael (* 1959), deutscher Pokerspieler
- Keiner, Sebastian (* 1989), deutscher Leichtathlet
- Keiner, Tilo (* 1962), deutscher Schauspieler
- Keinert-Kisin, Christina (* 1982), österreichische Juristin und Buchautorin
- Keining, Egon (1892–1971), deutscher Dermatologe und Hochschullehrer
- Keining, Horst (* 1949), deutscher Maler
- Keino, Kipchoge (* 1940), kenianischer Leichtathlet
- Keinonen, Matti (1941–2021), finnischer Eishockeyspieler und -trainer
- Keinrath, Kurt (* 1956), österreichischer Musiker und ProduzentKurt Keinrath (* 1956)

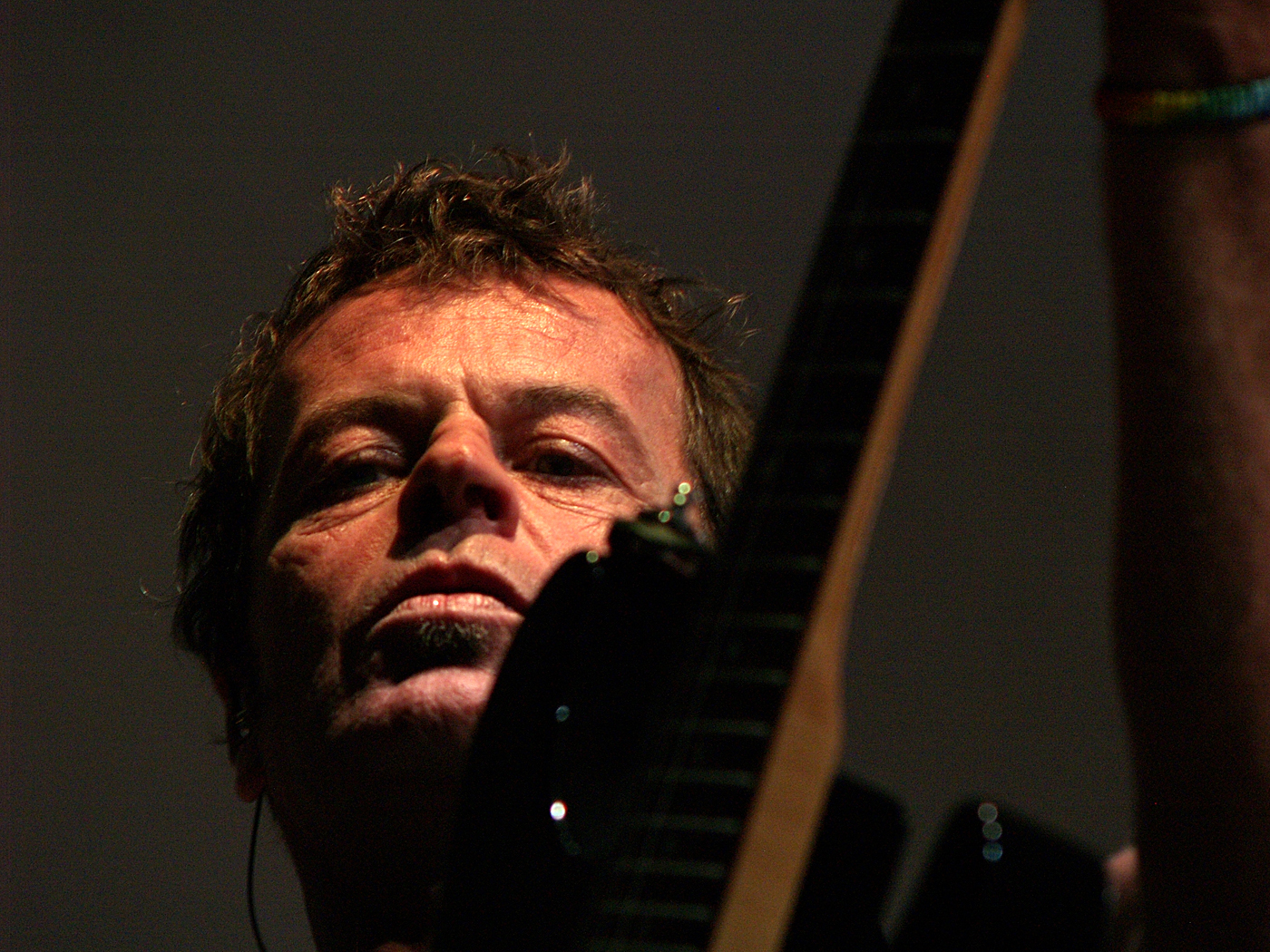
Kurt Keinrath (* 1956)

- Keinspeck, Michael, deutscher Musiktheoretiker
- Keintzel, Eduard (1897–1973), rumänischer Abgeordneter der deutschen Minderheit

### Keip
- Keiper, Anita (* 1961), österreichische Verlegerin
- Keiper, Georg (1877–1951), deutscher Diplomingenieur
- Keipert, Helmut (* 1941), deutscher Slawist und Sprachwissenschaftler
- Keipes, Catherine (* 1985), luxemburgische Fußballspielerin
- Keipke, Holger (* 1950), deutscher Fußballtorwart

### Keir
- Keir, Andrew (1926–1997), schottischer Schauspieler
- Keir, Colin (* 1959), schottischer Politiker
- Keir, James (1735–1820), schottischer Chemiker und Industrieller der Industriellen Revolution
- Keir, Leitch (1861–1922), schottischer Fußballspieler
- Keir, Steven (* 1979), australischer Volleyballspieler
- Keirans, James E. (1935–2023), US-amerikanischer Arachnologe, Parasitologe und Hochschullehrer
- Keirincx, Alexander (1600–1652), flämischer Maler des Barock
- Keiring, Eliud (* 1974), kenianischer Marathonläufer
- Keirrison (* 1988), brasilianischer Fußballspieler
- Keirsey, David (1921–2013), US-amerikanischer Psychologe
- Keiru, Wiktor Dschonowitsch (* 1984), russischer Basketballspieler
- Keiruan, Tawai (* 1972), vanuatuischer Leichtathlet

### Keis
- Keis, Hans (* 1914), deutscher Fußballtorhüter
- Keisai, Eisen (1791–1848), japanischer MalerKeisai Eisen (1791–1848)

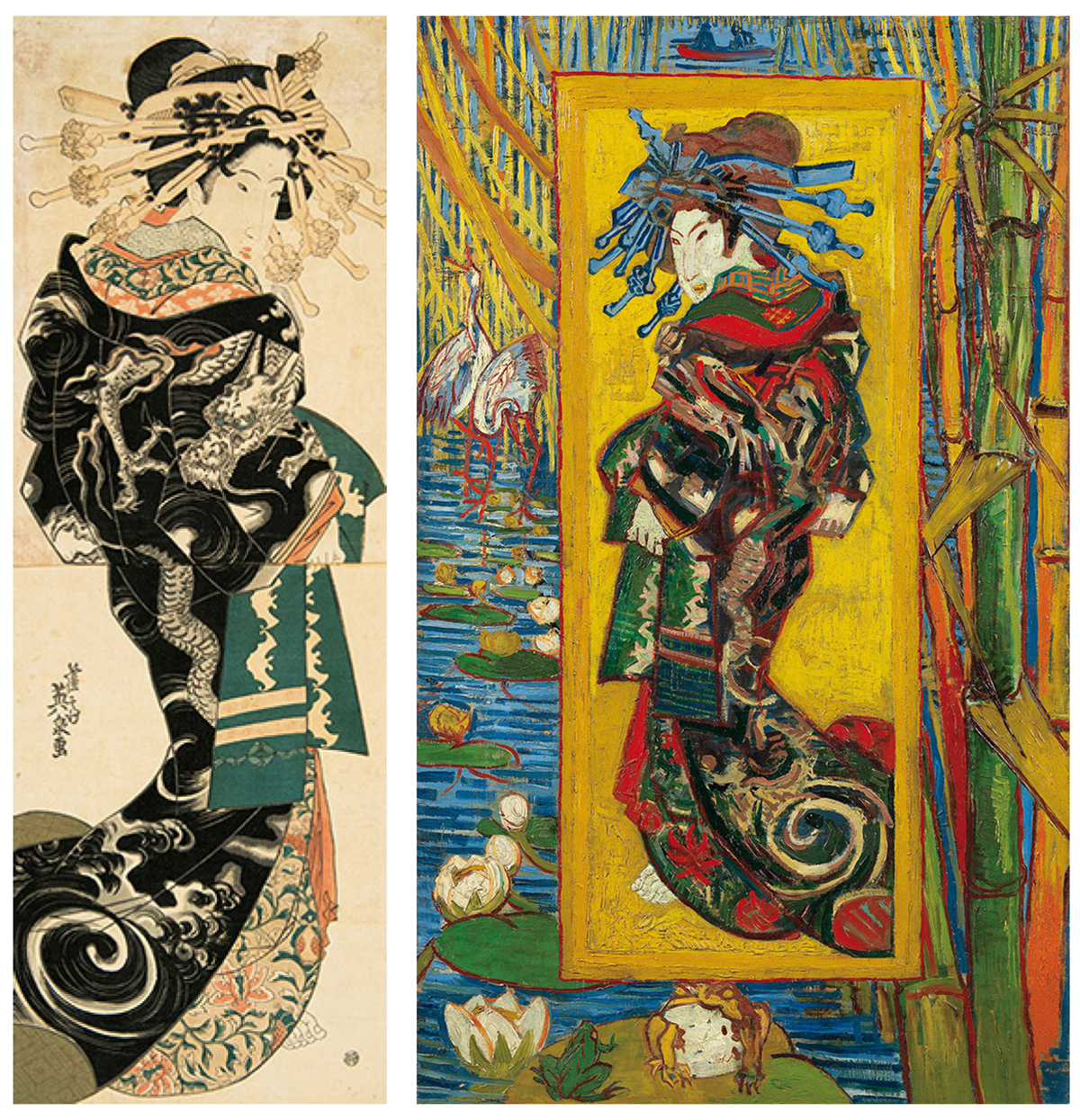
Keisai Eisen (1791–1848)

- Keisala, Aleksanteri (1916–1983), finnischer Ringer
- Keisch, Claude (* 1938), deutscher Kunsthistoriker
- Keisch, Henryk (1913–1986), deutscher Schriftsteller, Drehbuchautor und Übersetzer
- Keisenberg, Philipp von (* 1975), deutscher Grafikdesigner und Sachbuchautor
- Keiser, César (1925–2007), Schweizer KabarettistCésar Keiser (1925–2007)

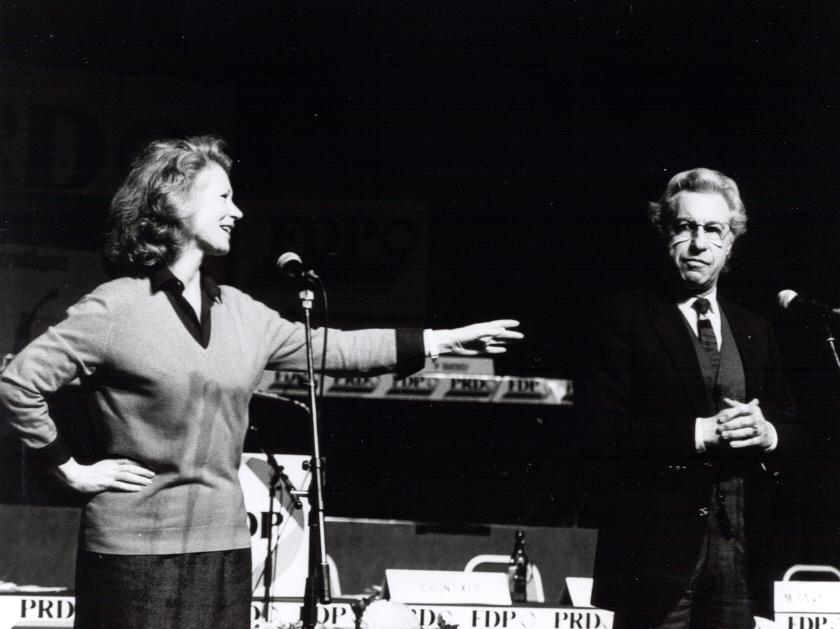
César Keiser (1925–2007)

- Keiser, Daniela (* 1963), Schweizer Konzept- und Installationskünstlerin
- Keiser, Erich von (1882–1969), deutscher Generalleutnant
- Keiser, Ernst (1894–1960), Schweizer Grafiker und Kunstpädagoge
- Keiser, Franz Xaver (1780–1855), Zuger Tagsatzungsgesandter und Landammann
- Keiser, Fred (1895–1969), Schweizer Entomologe und Mittelschullehrer
- Keiser, Gabriele (* 1953), deutsche Krimi-Schriftstellerin
- Keiser, Gottfried (* 1650), deutscher Komponist, Kantor
- Keiser, Gustav Adolf (1816–1880), Schweizer Jurist, Ständerat und Landammann
- Keiser, Heinrich (1899–1957), deutscher Kaufmann und nationalsozialistischer Funktionär
- Keiser, Helen (1926–2013), Schweizer Schriftstellerin, Malerin und Fotografin. Kennerin des Orients
- Keiser, Herbert Wolfgang (1913–1984), deutscher Kunsthistoriker
- Keiser, Herman (1914–2003), US-amerikanischer Golfspieler
- Keiser, Jessica (* 1994), Schweizer Snowboarderin
- Keiser, Joseph (1859–1939), Schweizer Geodät, Aquarellist und Professor
- Keiser, Josephine (1875–1967), Schweizer Gründerin
- Keiser, Karl Kaspar (1805–1878), Schweizer römisch-katholischer Theologe, Geistlicher und Gymnasiallehrer
- Keiser, Karl von (1802–1885), preußischer Generalleutnant
- Keiser, Karl von (1871–1929), deutscher Generalmajor
- Keiser, Laurence B. (1895–1969), US-amerikanischer Offizier, Generalmajor der US-Army
- Keiser, Lorenz (* 1959), Schweizer Kabarettist
- Keiser, Ludwig (1816–1890), Schweizer Bildhauer
- Keiser, Max (* 1960), US-amerikanischer JournalistMax Keiser (* 1960)

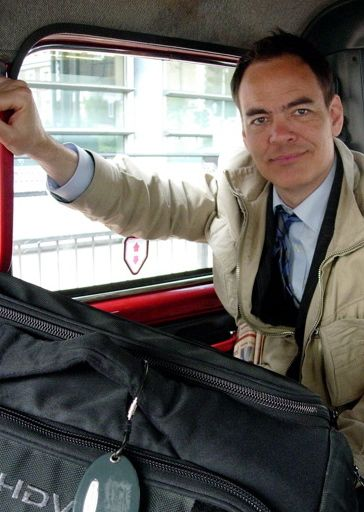
Max Keiser (* 1960)

- Keiser, Reinhard († 1739), deutscher Komponist
- Keiser, Richard von (1867–1946), deutscher Generalmajor
- Keiser, Rolf von (1908–1976), deutscher Diplomat
- Keiser, Rut (1897–1968), Schweizer Historikerin, Lehrerin und Frauenrechtlerin
- Keiser, Thorsten (* 1974), deutscher Rechtswissenschaftler
- Keish († 1916), indianischer Goldsucher
- Keisha (* 1966), US-amerikanische Pornodarstellerin und StripperinKeisha (* 1966)

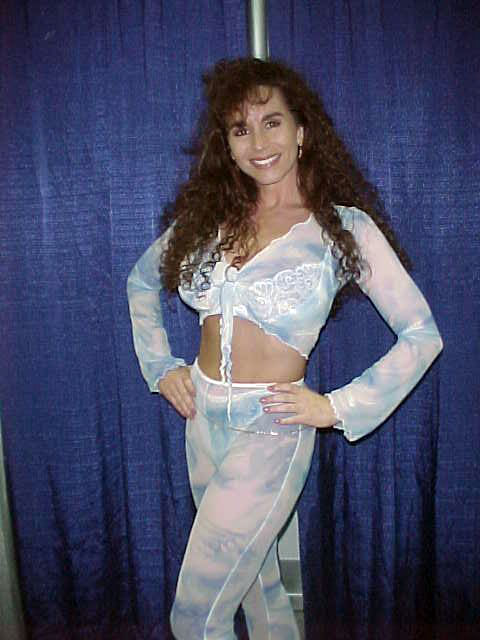
Keisha (* 1966)

- Keishing, Rishang (1920–2017), indischer Politiker
- Keisinger, Felix (* 1997), deutscher Skeletonpilot
- Keisjer, Niclas († 1569), Vogt
- Keisler, Howard Jerome (* 1936), US-amerikanischer Mathematiker
- Keisling, Phil (* 1955), US-amerikanischer Geschäftsmann und Politiker
- Keišs, Andris (* 1974), lettischer Schauspieler
- Keisse, Iljo (* 1982), belgischer Radrennfahrer
- Keissler, Karl von (1872–1965), österreichischer Botaniker
- Keister, Abraham Lincoln (1852–1917), US-amerikanischer Politiker
- Keisteri, Teemu (* 1985), finnischer bildender Künstler, Tänzer und DJ

### Keit
- Keïta, Abdul Kader (* 1981), ivorischer Fußballspieler
- Keita, Aboubacar (* 2000), US-amerikanisch-guineischer Fußballspieler
- Keita, Alhassane (* 1983), guineischer Fußballspieler
- Keita, Alhassane (* 1992), guineischer Fußballspieler
- Keïta, Aly (* 1969), ivorischer BalafonspielerAly Keïta (* 1969)

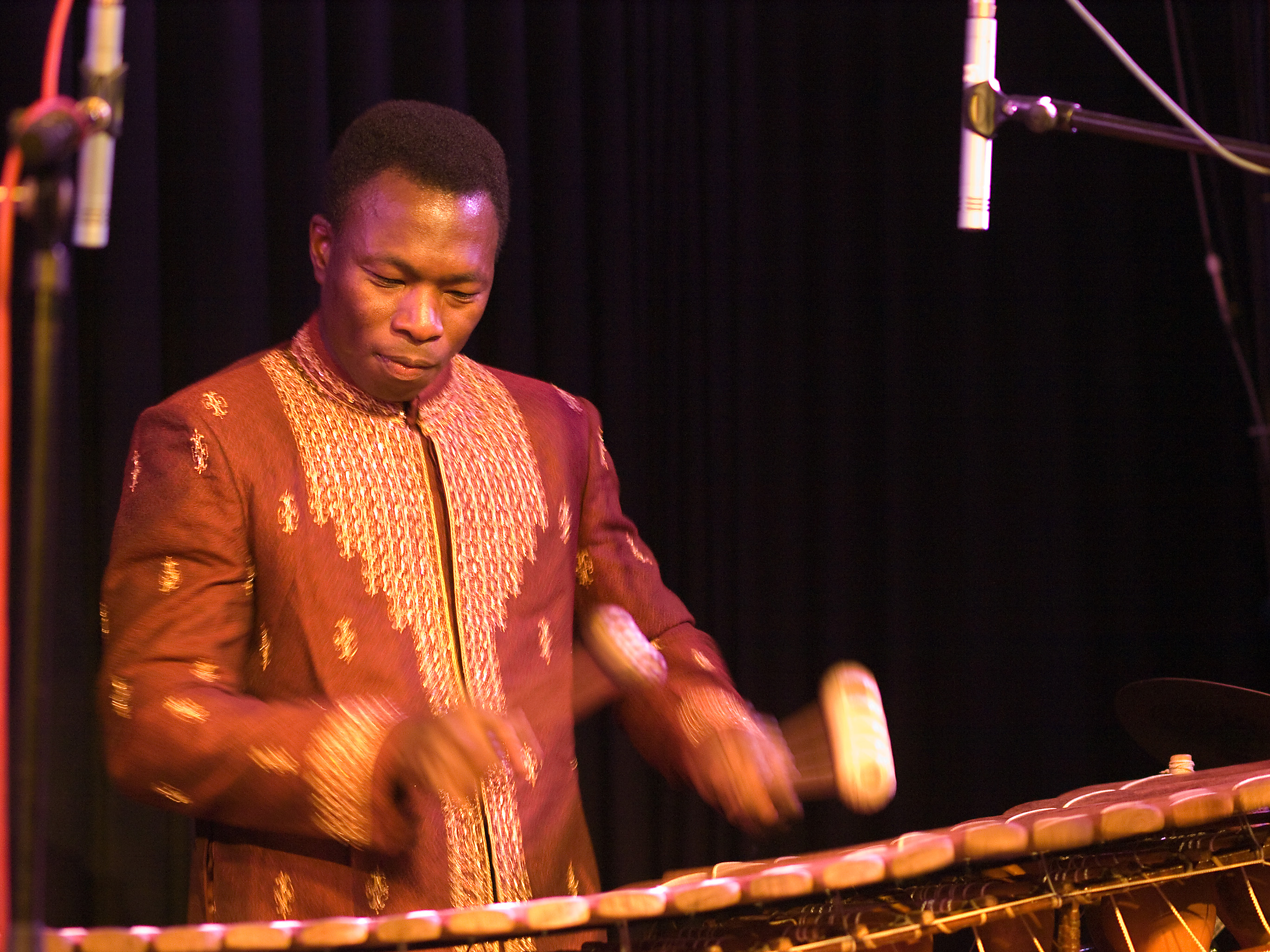
Aly Keïta (* 1969)

- Keita, Aly (* 1986), schwedischer Fußballspieler
- Kéita, Aoua (1912–1980), malische Schriftstellerin
- Keita, Bintou (* 1958), guineische UN-Diplomatin
- Keita, Charly (* 1999), ivorisch-französischer Fußballspieler
- Keita, Cheick (* 1996), malischer Fußballspieler
- Keita, Cheick (* 2003), französisch-malischer Fußballspieler
- Keïta, Daba Modibo (* 1981), malischer Taekwondoin
- Keita, David (* 1980), malischer Schwimmer
- Keita, Fanta (* 1995), senegalesische Handballspielerin
- Keïta, Fatou (* 1965), ivorische Schriftstellerin
- Keïta, Fodéba (1921–1969), guineischer Schriftsteller, Dramatiker, Komponist und Politiker
- Keïta, Habib (* 2002), malischer Fußballspieler
- Keïta, Ibrahim Boubacar (1945–2022), malischer PolitikerIbrahim Boubacar Keïta (1945–2022)

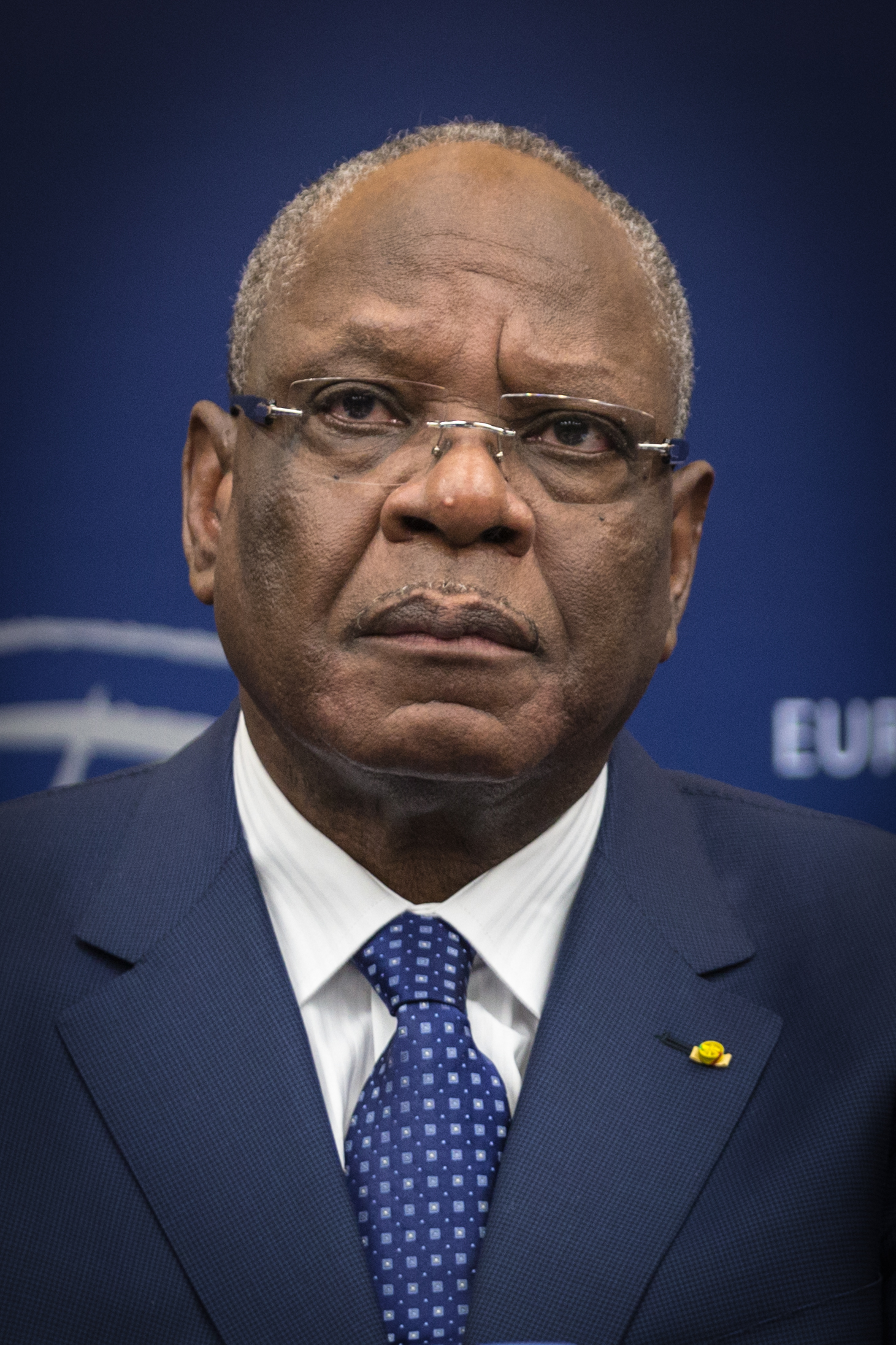
Ibrahim Boubacar Keïta (1945–2022)

- Keita, Jules (* 1998), guineischer Fußballspieler
- Keïta, Kader (* 2000), ivorischer Fußballspieler
- Keita, Ladji (* 1983), senegalesischer Fußballspieler
- Keïta, Madiou (* 2004), guineisch-französischer Fußballspieler
- Keita, Mahamadou (* 1983), malischer Fußballschiedsrichter
- Keita, Makoura (* 1994), guineische Sprinterin
- Keita, Mamadou (* 1961), malischer Judoka
- Kéïta, Mamadou Aliou (1952–2004), guineischer Fußballspieler
- Keïta, Mamady (1950–2021), guineischer Musiker, Schlagzeuger und Djembéfola-Künstler
- Keita, Mandela (* 2002), belgisch-guineischer Fußballspieler
- Keita, Margaret, gambische Politikerin
- Keita, Mariam (* 1983), malische Schwimmerin
- Keïta, Mariama (1946–2018), nigrische Journalistin
- Keïta, Modibo (1915–1977), malischer Politiker, Staatspräsident von Mali (1960–1968)
- Keïta, Modibo (1942–2021), malischer Politiker
- Keïta, Naby (* 1995), guineischer FußballspielerNaby Keïta (* 1995)

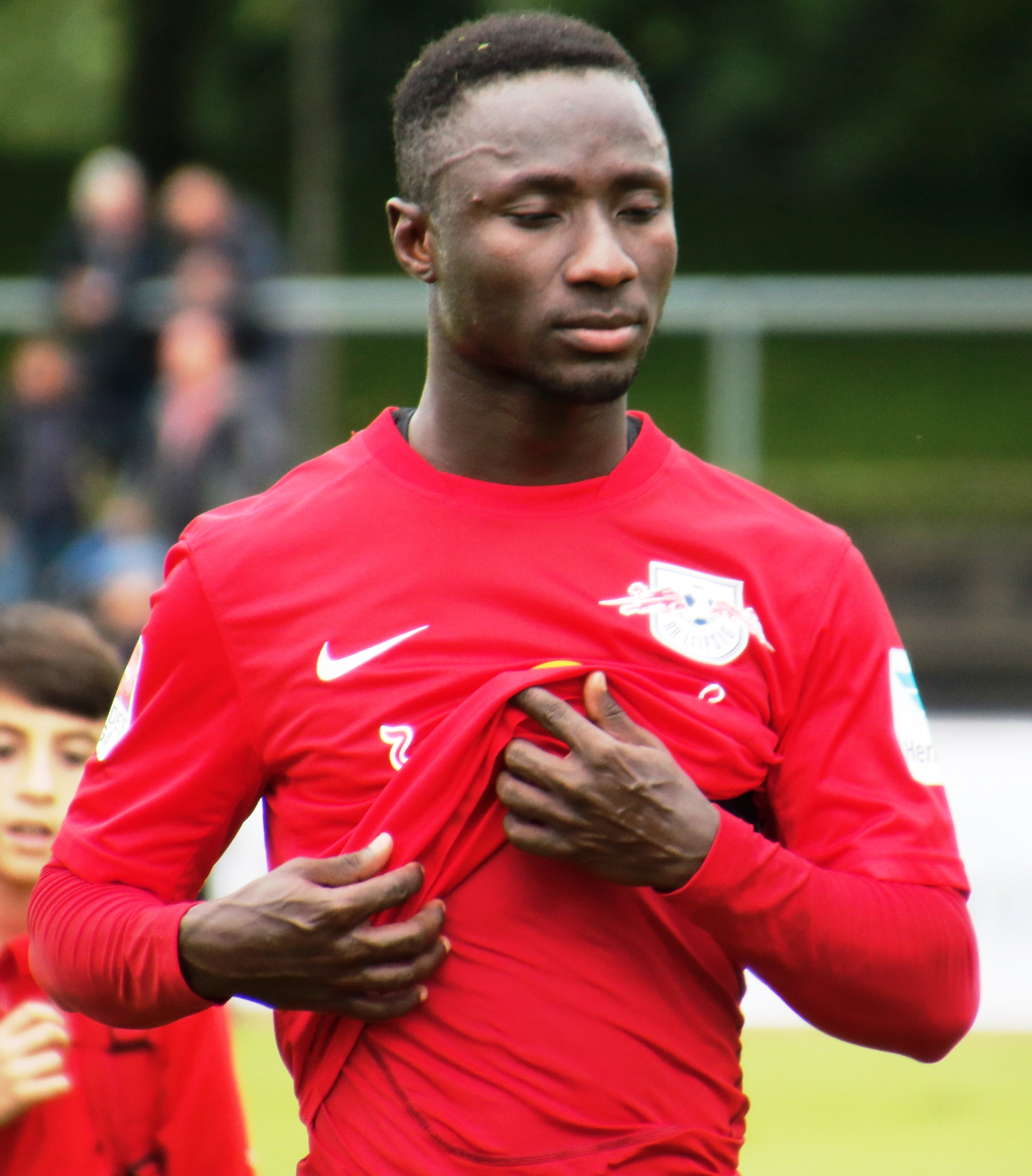
Naby Keïta (* 1995)

- Keïta, Naman (* 1978), französischer Hürdenläufer
- Keïta, Nantenin (* 1984), französisch-malische Athletin
- Keïta, Rahmatou (* 1957), nigrische Filmregisseurin, Journalistin und Autorin
- Keïta, Salif (1946–2023), malischer Fußballspieler und -funktionär
- Keïta, Salif (* 1949), malischer Sänger und Songschreiber afrikanischer Pop-Musik
- Keita, Salif (* 1975), senegalesisch-belgischer Fußballspieler
- Keita, Seedy (* 1970), gambischer Politiker
- Keita, Sega (* 1992), französischer Fußballspieler
- Keïta, Seydou (1923–2001), malischer Fotografiekünstler
- Keïta, Seydou (1934–1985), guineischer Diplomat
- Keita, Seydou (* 1980), malischer Fußballspieler
- Keita, Tidjan (* 1996), französisch-guineischer Basketballspieler
- Keita, Zoumana (* 2005), deutscher Fußballspieler
- Keita-Ruel, Daniel (* 1989), deutsch-französischer Fußballspieler
- Keitai, 26. Kaiser von Japan (507–531)
- Keitany, Elijah (* 1983), kenianischer Langstreckenläufer
- Keitany, Haron (* 1983), kenianischer Leichtathlet
- Keitany, Mary (* 1982), kenianische Langstreckenläuferin
- Keitel, Bodewin (1888–1953), deutscher General der Infanterie im Zweiten Weltkrieg
- Keitel, Carola (* 1983), deutsche Künstlerin
- Keitel, Christoph Helmut (* 1965), deutscher Physiker
- Keitel, Dieter (1941–2009), deutscher Jazz-Schlagzeuger und Orchesterleiter
- Keitel, Elisa (* 2001), chilenische Hürdenläuferin
- Keitel, Ernst (1939–2014), deutscher Politiker (CDU), MdL
- Keitel, Hans-Peter (* 1947), deutscher Unternehmer
- Keitel, Harvey (* 1939), US-amerikanischer SchauspielerHarvey Keitel (* 1939)

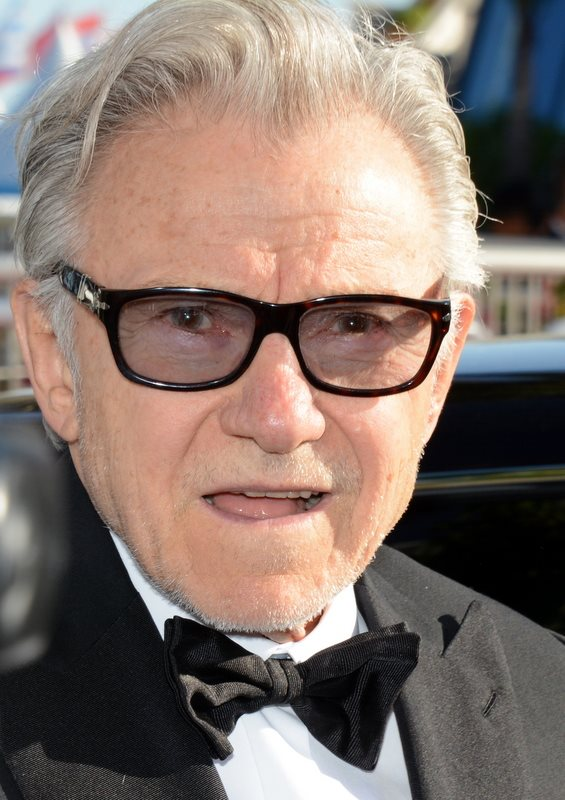
Harvey Keitel (* 1939)

- Keitel, Horst (1927–2015), deutscher Schauspieler und Synchronsprecher
- Keitel, Jesse James (* 1993), US-amerikanische Film- und Theaterschauspielerin, Autorin und Künstlerin
- Keitel, Klaus (* 1939), deutscher Politiker (CDU), MdL
- Keitel, Otto (1862–1902), deutscher Tiermaler und Radierer
- Keitel, Sebastián (* 1973), chilenischer Sprinter
- Keitel, Wilhelm (1882–1946), deutscher Generalfeldmarschall im Dritten ReichWilhelm Keitel (1882–1946)

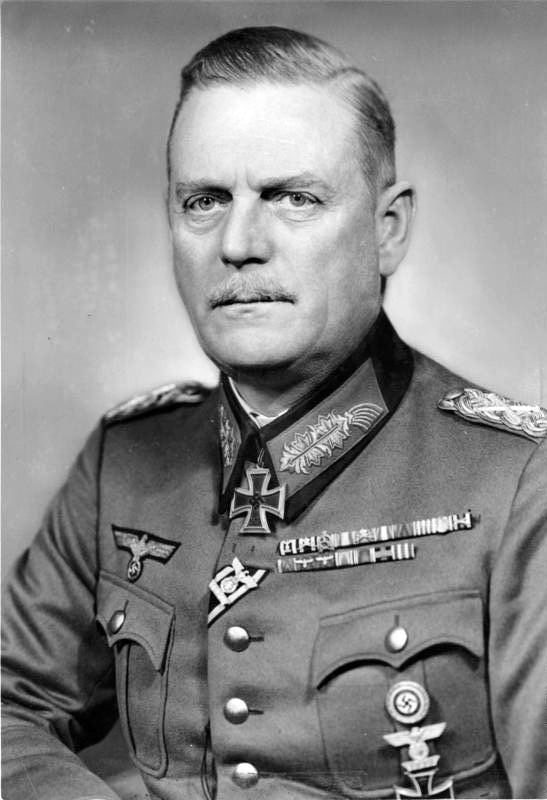
Wilhelm Keitel (1882–1946)

- Keitel, Wilhelm (* 1951), deutscher Dirigent
- Keitel, Yannik (* 2000), deutscher Fußballspieler
- Keitel-Kreidt, Christine (1942–2016), deutsche Mathematikdidaktikerin und Hochschullehrerin
- Keiter, Friedrich (1906–1967), österreichischer Anthropologe
- Keiter, Hans (1910–2005), deutscher Feldhandballspieler
- Keiter, Heinrich (1853–1898), deutscher Journalist, Publizist und Schriftsteller
- Keiter, Hellmut (1940–2007), deutscher Physiker
- Keiter, Therese (1859–1925), deutsche Schriftstellerin
- Keitetsi, China (* 1976), ugandische Buchautorin
- Keith (* 1949), US-amerikanischer Sänger
- Keith, Alexander M. (1928–2020), US-amerikanischer Jurist und Politiker
- Keith, Allan (1889–1953), kanadischer Kunstturner
- Keith, Andrew, 1. Lord Dingwall, schottischer Adliger
- Keith, Arthur (1866–1955), schottischer Anatom und Anthropologe
- Keith, Arthur Berriedale (1879–1944), schottischer Sanskritforscher und Historiker
- Keith, Arthur, 10. Earl of Kintore (1879–1966), britischer Peer
- Keith, Ben (1937–2010), US-amerikanischer Musiker und Musikproduzent
- Keith, Bill (1939–2015), US-amerikanischer Bluegrass-Musiker
- Keith, Brian (1921–1997), US-amerikanischer Theater-, Film- und Fernseh-Schauspieler
- Keith, Cam (* 1980), kanadischer Eishockeyspieler
- Keith, Carl Donald (1920–2008), US-amerikanischer Chemiker
- Keith, Colin, schottischer Squashspieler
- Keith, David, US-amerikanischer Physiker und Hochschullehrer
- Keith, David (* 1954), US-amerikanischer Schauspieler
- Keith, Dick (1933–1967), nordirischer Fußballspieler
- Keith, Donald R. (1927–2004), US-amerikanischer Offizier, General der US-Army
- Keith, Dora Wheeler (1856–1940), US-amerikanische Malerin und Illustratorin
- Keith, Duncan (* 1983), kanadischer Eishockeyspieler
- Keith, Elmer (1899–1984), US-amerikanischer Waffentechniker und Autor
- Keith, George († 1716), schottischer Quäler, später anglikanischer Priester
- Keith, George, 4. Earl Marischal († 1623), schottischer Adliger
- Keith, George, 9. Earl Marischal († 1778), schottischer Adliger
- Keith, Hastings (1915–2005), US-amerikanischer Politiker
- Keith, Henry, Baron Keith of Kinkel (1922–2002), britischer Jurist
- Keith, Hervey de, Marschall von Schottland
- Keith, Ian (1899–1960), US-amerikanischer Theater- und Filmschauspieler
- Keith, Ian, 12. Earl of Kintore (1908–1989), britischer Peer
- Keith, J. J., britisch-irischer Filmregisseur und Filmproduzent
- Keith, James (1696–1758), schottisch-preußischer GeneralfeldmarschallJames Keith (1696–1758)

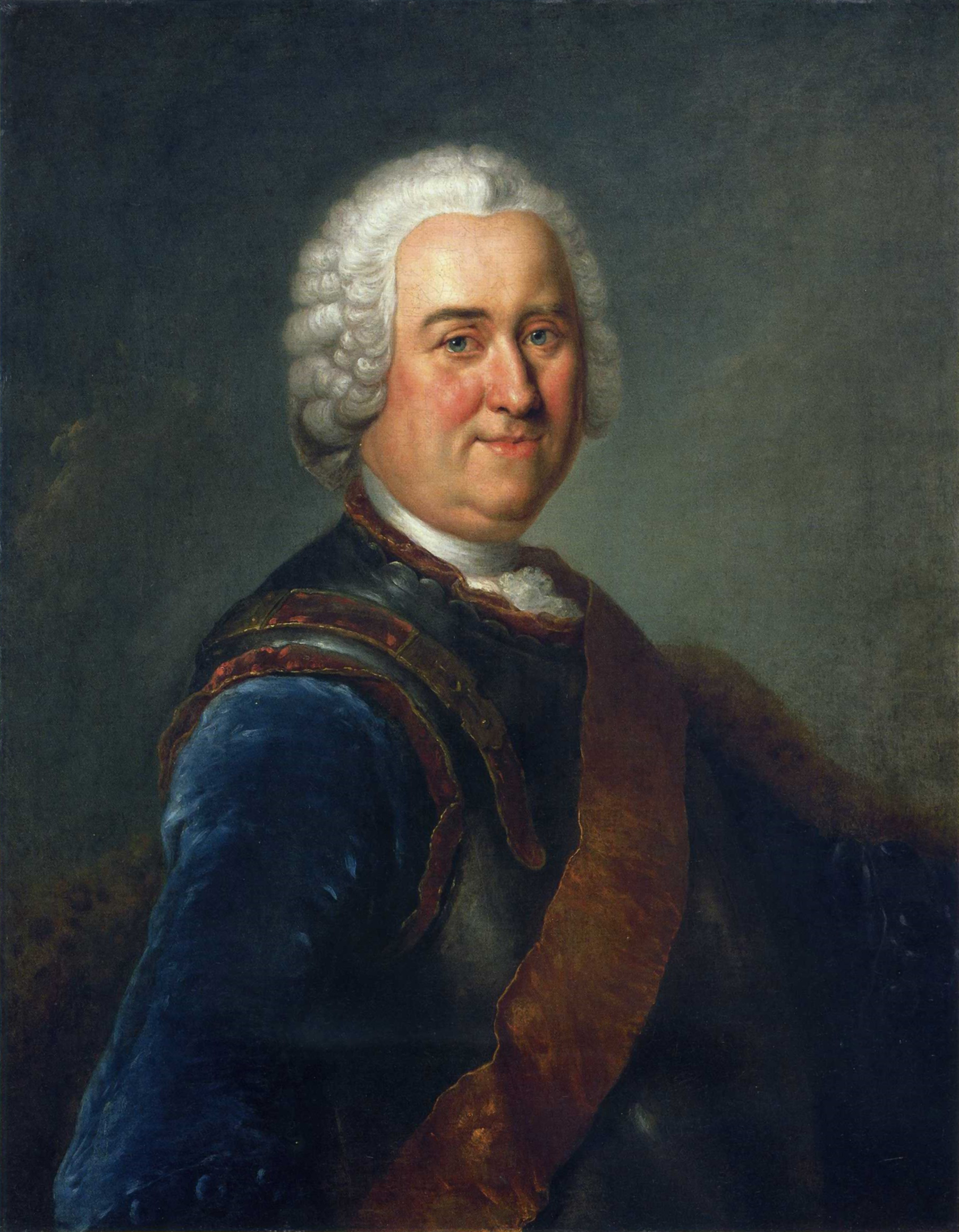
James Keith (1696–1758)

- Keith, James, Baron Keith of Avonholm (1886–1964), britischer Jurist
- Keith, Jens (1898–1958), deutscher Choreograph, Tänzer und Schauspieler
- Keith, John D. (1908–1989), kanadischer Kinderkardiologe
- Keith, Kenneth (* 1937), neuseeländischer Jurist
- Keith, Kenneth, Baron Keith of Castleacre (1916–2004), britischer Manager und Banker
- Keith, Larry (1931–2010), US-amerikanischer Schauspieler
- Keith, Linda (* 1946), britisches Model
- Keith, Matt (* 1983), kanadisch-britischer Eishockeyspieler
- Keith, Max († 1987), deutscher Geschäftsmann
- Keith, Megan (* 2002), britische Langstreckenläuferin
- Keith, Michael, 13. Earl of Kintore (1939–2004), britischer Peer und Politiker
- Keith, Minor Cooper (1848–1929), amerikanischer Geschäftsmann
- Keith, Peter Karl Christoph von (1711–1756), Leibpage König Friedrich Wilhelms I.Peter Karl Christoph von Keith (1711–1756)

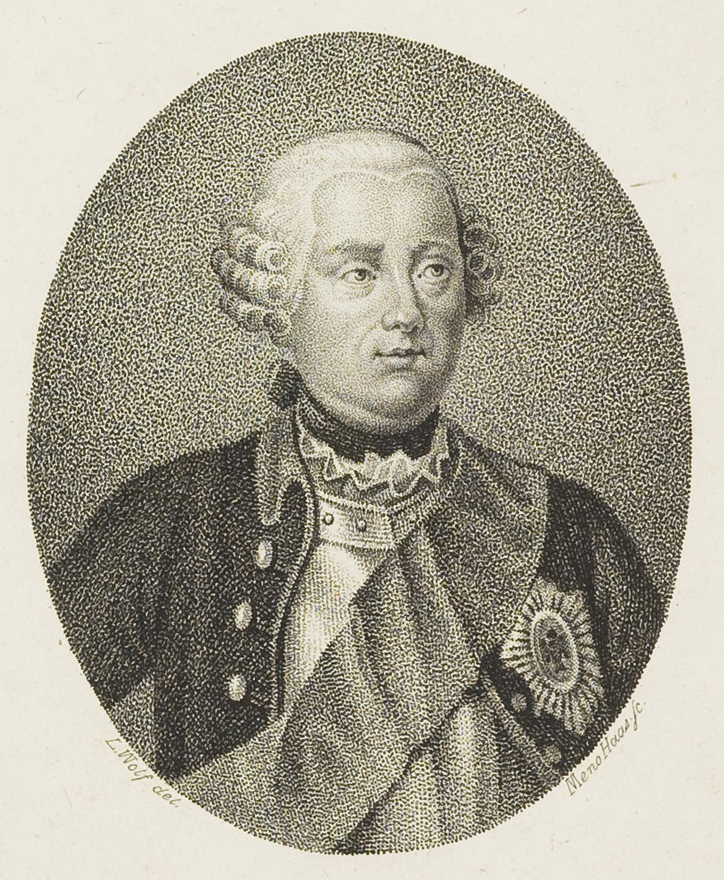
Peter Karl Christoph von Keith (1711–1756)

- Keith, Robert († 1446), schottischer Adliger, Marschall von Schottland
- Keith, Robert (1898–1966), US-amerikanischer Schauspieler und Theaterautor
- Keith, Robert, 1. Lord Altrie, schottischer Adliger
- Keith, Rosalind (1916–2000), US-amerikanische Schauspielerin
- Keith, Sandra (* 1980), kanadische Biathletin
- Keith, Stuart (1931–2003), US-amerikanischer Ornithologe britischer Herkunft
- Keith, Tay (* 1996), US-amerikanischer Plattenproduzent und Songwriter
- Keith, Thomas (1827–1895), Photograph
- Keith, Toby (1961–2024), US-amerikanischer Country-SängerToby Keith (1961–2024)

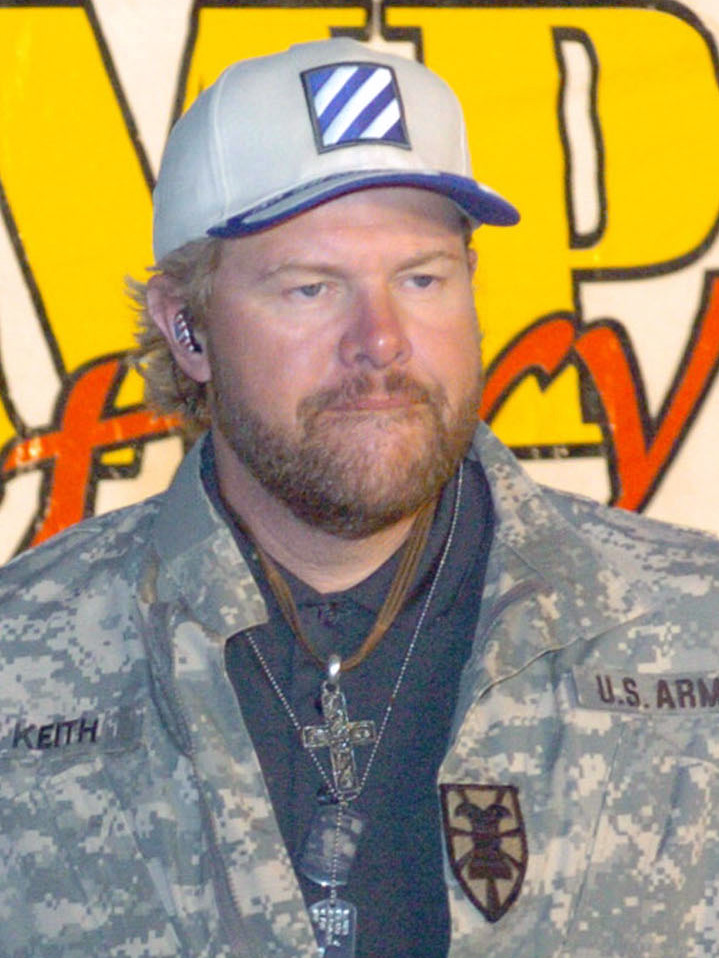
Toby Keith (1961–2024)

- Keith, William († 1444), schottischer Adliger, Marschall von Schottland
- Keith, William (1838–1911), schottisch-US-amerikanischer Maler der Düsseldorfer Schule
- Keith, William H., Jr. (* 1950), amerikanischer Schriftsteller
- Keith, William, 1. Earl Marischal, schottischer Adliger
- Keith, William, 2. Earl Marischal († 1527), schottischer Adliger
- Keith, William, 3. Earl Marischal (1506–1581), schottischer Adliger
- Keith, William, 5. Earl Marischal († 1635), schottischer Adliger
- Keith, William, 8. Earl Marischal († 1712), schottischer Adliger
- Keith-Falconer, Algernon, 9. Earl of Kintore (1852–1930), britischer Politiker, Gouverneur von South Australia
- Keith-Falconer, Ion (1856–1887), britischer Gelehrter, Missionar und Radrennfahrer
- Keith-Falconer, Sydney, 11. Countess of Kintore (1874–1974), britische Peeress
- Keith-Volkmer, Andreas (* 1967), deutscher Politiker (AfD)
- Keithley, Joseph F. (1915–1999), US-amerikanischer Unternehmer
- Keitler, Heinrich (1874–1937), österreichischer Gynäkologe und Geburtshelfer
- Keitlinghaus, Ludger (* 1965), deutscher Schachmeister
- Keitmann, Rita (* 1956), deutsche Triathletin
- Keitt, Laurence Massillon (1824–1864), US-amerikanischer Politiker und Brigadegeneral in der Konföderiertenarmee
- Keituri, Kalle (* 1984), finnischer Skispringer
- Keitz, Wolfgang von, deutscher Informationswissenschaftler

### Keiy
- Keiyo, Josphat (* 1980), kenianischer Marathonläufer

### Keiz
- Keizan Jōkin (1264–1325), Gründer des Zen-Tempels Sōji-ji
- Keizan, Eddie (1944–2016), südafrikanischer Automobilrennfahrer
- Keizer, Ilja (* 1944), niederländische Mittelstreckenläuferin
- Keizer, Jan (1940–2024), niederländischer Fußballschiedsrichter
- Keizer, Jolanda (* 1985), niederländische Leichtathletin
- Keizer, Martijn (* 1988), niederländischer Radrennfahrer
- Keizer, Piet (1943–2017), niederländischer FußballspielerPiet Keizer (1943–2017)

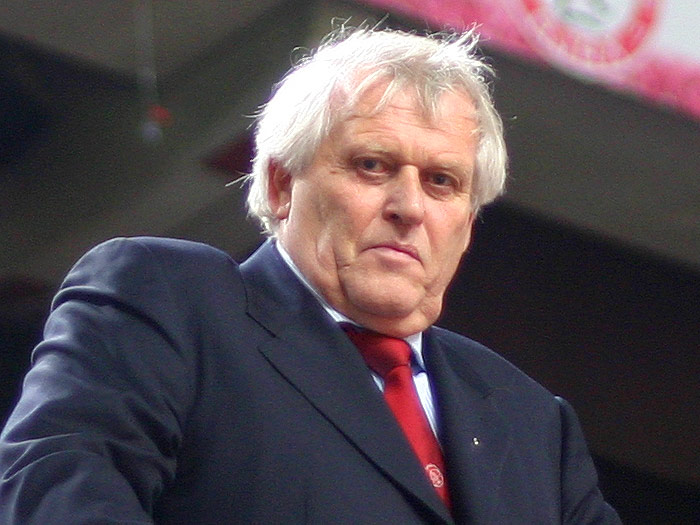
Piet Keizer (1943–2017)

- Keizer, Sanne (* 1985), niederländische Beachvolleyballspielerin